# Montcal
Montcal – miejscowość w Hiszpanii, w Katalonii, w prowincji Girona, w comarce Gironès, w gminie Canet d'Adri.
Według danych INE z 2004 roku miejscowość zamieszkiwało 106 osób.